# Discografia dei Ricchi e Poveri
Quella che segue è la discografia dei Ricchi e Poveri.

I Ricchi e Poveri durante un'esibizione al Palasport di Torino (ottobre 1970)

## Singoli
- 1968 - L'ultimo amore/Un amore così grande (CBS, 3417)
- 1968 - La mia libertà/Quello che mi hai dato (CBS, 3818)
- 1969 - Si fa chiara la notte/Era mercoledì (CBS, 4195)
- 1970 - L'amore è una cosa meravigliosa/Due gocce d'acqua (Apollo, ZA 50012)
- 1970 - La prima cosa bella/Due gocce d'acqua (Apollo, ZA 50050)
- 1970 - In questa città/Un'immagine (Apollo, ZA 50055)
- 1970 - Primo sole, primo fiore.../C'era lei (Apollo, ZA 50080)
- 1970 - Oceano/Dammi 1000 baci  (Apollo, ZA 50090)
- 1971 - Che sarà/...ma la mia strada sarà breve (Apollo, ZA 50170)
- 1971 - Limpido fiume del sud/Addio mamma, addio papà (Apollo, ZA 50190)
- 1971 - Amici miei/Con l'aiuto del Signore (Apollo, ZA 50200)
- 1971 - Fumo nero/Monna Lisa e messer Duca (Apollo, ZA 50210)
- 1972 - Un diadema di ciliegie/Anche tu (Fonit Cetra, SP 1469)
- 1972 - Pomeriggio d'estate/La figlia di un raggio di sole (Fonit Cetra, SP 1473)
- 1972 - Una musica/Il fantasma (Fonit Cetra, SP 1496)
- 1973 - Dolce frutto/Grazie mille (Fonit Cetra, SP 1507)
- 1973 - Piccolo amore mio/Dolce è la mano (Fonit Cetra, SP 1509)
- 1973 - Penso, sorrido e canto/Sinceramente  (Fonit Cetra, SP 1535)
- 1974 - Povera bimba/Torno da te (Fonit Cetra, SP 1546)
- 1974 - Non pensarci più/Amore sbagliato (Fonit Cetra, SP 1564)
- 1975 - Coriandoli su di noi/Giorno e notte (Fonit Cetra, SP 1605)
- 1976 - Due storie dei musicanti (prima parte)/Due storie dei musicanti (seconda parte) (Fonit Cetra, SP 1606)
- 1976 - Wonderland/Love will come (Fonit Cetra, SP 1615)
- 1977 - L'amore è una cosa meravigliosa/Una donna cambiata (Fonit Cetra, SP 1637)
- 1977 - Ma se ghe penso/Piccon dagghe cianin (Fonit Cetra, SP 1644)
- 1977 - Chanson de Cheullia/Scigoa (Fonit Cetra, SP 1645)
- 1978 - Questo amore/Anima (Fonit Cetra, 1674)
- 1979 - Mama/Torno da te (Fonit Cetra, SP 1703)
- 1980 - E no, e no/La stagione dell'amore (Baby Records, BR 50214)
- 1981 - Sarà perché ti amo/Bello l'amore (Baby Records, BR 50232)
- 1981 - M'innamoro di te/Alla faccia di Belzebù (Baby Records, BR 50243)
- 1981 - Come vorrei/Stasera canto (Baby Records, BR 50256)
- 1982 - Made in Italy/Questa sera (Baby Records, BR 50268)
- 1982 - Piccolo amore/Perché ci vuole l'amore (Baby Records, BR 50278)
- 1982 - Mamma Maria/Malinteso (Baby Records, BR 50282)
- 1983 - Ciao Italy, ciao amore/Un altro lui un'altra lei (Baby Records, BR 50299)
- 1983 - Cosa sei/Amarsi un po' (Baby Records, BR 50309)
- 1983 - Voulez vous danser/Acapulco (Baby Records, BR 50311)
- 1984 - Hasta la vista/Acapulco (Baby Records, BR 50321)
- 1985 - Se m'innamoro/Mami mami (Baby Records, BR 50333)
- 1985 - Dimmi quando/Vento caldo (Baby Records, BR 50352)
- 1986 - L'Effrontée - Sarà perché ti amo? (Baby Records, BR 50360) (45 giri distribuito in seguito all'uscita dell'omonimo film francese)
- 1987 - Canzone d'amore/Canzone d'amore (strumentale) (Fonit Cetra, SP 1851)
- 1987 - Cocco bello Africa/Voglio stringerti ancora (Fonit Cetra, SP 1855)
- 1987 - Lascia libero il cielo/C'è che luna c'è che mare (Fonit Cetra, SP 1858)
- 1988 - Nascerà Gesù/Nascerà Gesù (strumentale) (Cinevox/Ricordi, SC 1197)
- 1989 - Chi voglio sei tu/Lasciami provare un'emozione (EMI Italiana, 06 1188277)
- 1990 - Buona giornata/Se m'innamoro (EMI Italiana, 06 1188417)
- 1990 - Una domenica con te/Una musica (EMI Italiana, 06 1188477)
- 1992 - Così lontani/Guarda che luna (EMI Italiana, 06 1188657)
- 1994 - Baciamoci (Pull)
- 1999 - Ciao ciao (RTI Music)
- 1999 - Parla col cuore (RTI Music)
- 2004 - Sarà perché ti amo (chissenefrega!!) feat. Loredana Bertè (NAR, NAR 10504)
- 2012 - Perdutamente amore (Azzurra Music)
- 2016 - Marikita (Sony Music)
- 2020 - L'ultimo amore (Versione 2020) (Artist First)
- 2021 - Che sarà (Versione 2021) feat. Josè Feliciano (Sony Music)
- 2024 - Ma non tutta la vita (DME, Carosello)
- 2024 - Aria (DME, Carosello)
- 2024 - Il Natale degli angeli (DME, Carosello)

### Singoli di serie per bambini
- 1974 - L'arca (cantano Sergio Endrigo, Ricchi e Poveri, Vinícius de Moraes e The Plagues) / La bella famiglia (cantano Sergio Endrigo e The Plagues) (Fonit Cetra, SPB 3)
- 1974 - Le api (canta Vittorio De Scalzi dei New Trolls) / La foca (cantano Vittorio De Scalzi dei New Trolls e Franco Gatti dei Ricchi e Poveri) (Fonit Cetra, SPB 5)
- 1975 - L'orto degli animali/La vecchina (Fonit Cetra, SPB 22)
- 1976 - I...o bau coccodè miao/L'asino (Fonit Cetra, SPB 37)
- 1976 - Il cane/La gallina (Fonit Cetra, SPB 38)
- 1976 - Storia di una gatta/La città dei desideri (Fonit Cetra, SPB 41)
- 1976 - Il mio canto/Tutti uniti (Fonit Cetra, SPB 42)

## Maxi singoli
- 1984 - Hasta la vista (versione estesa)/Acapulco (versione estesa) - Remix di M. Noe, M. Bonsanto, S. Pulga (Baby Records, BR 54044)[1]
- 2004 - Sarà perché ti amo (Chissenefrega remix di Mario Fargetta) feat. Loredana Bertè (NAR, nar m 10004)[2]

## Album in studio

### Album di inediti
| Anno | Titolo                             | Etichetta      | Formati    | Note |
| ---- | ---------------------------------- | -------------- | ---------- | --- |
| 1970 | Ricchi e Poveri                    | Apollo Records | LP         | L'album viene ristampato su vinile nel 2020 a cinquant'anni dalla pubblicazione dalla Sony Music                                                                             |
| 1971 | Amici miei                         | Apollo Records | LP; MC     | L'album viene ristampato a fine anno con identica tracklist ma assumendo il titolo Che sarà e sempre su vinile nel 2021 a cinquant'anni dalla pubblicazione dalla Sony Music |
| 1974 | Penso sorrido e canto              | Fonit Cetra    | LP; MC     | L'album viene ristampato nel 1977 con identica tracklist e il medesimo titolo                                                                                                |
| 1975 | RP2                                | Fonit Cetra    | LP; MC     | |
| 1976 | Ricchi & Poveri                    | Fonit Cetra    | LP; MC     | |
| 1976 | I musicanti                        | Fonit Cetra    | LP; MC     | |
| 1978 | Questo amore                       | Fonit Cetra    | LP; MC     | |
| 1980 | La stagione dell'amore             | Baby Records   | LP; MC     | Ultimo album come quartetto. Viene ristampato nel 1982 con identica tracklist ma assumendo il titolo Come eravamo                                                            |
| 1981 | E penso a te                       | Baby Records   | LP; MC     | L'album viene ristampato nel 1983 con identica tracklist ma assumendo il titolo Sarà perché ti amo                                                                           |
| 1982 | Mamma Maria                        | Baby Records   | LP; MC     | |
| 1983 | Voulez vous danser                 | Baby Records   | LP; MC     | L'album viene ristampato nel 1987 con identica tracklist e il medesimo titolo                                                                                                |
| 1985 | Dimmi quando                       | Baby Records   | LP; MC     | |
| 1987 | Pubblicità                         | Fonit Cetra    | LP; MC     | |
| 1988 | Nascerà Gesù - Ricchi & Poveri '88 | Fonit Cetra    | LP; MC     | |
| 1992 | Allegro italiano                   | EMI Italiana   | LP; MC; CD | Doppio album di cover con una traccia inedita |

### Album di rifacimenti
| Anno | Titolo                | Etichetta                    | Formati    | Note |
| ---- | --------------------- | ---------------------------- | ---------- | --- |
| 1990 | Buona giornata e...   | EMI Italiana                 | LP; MC; CD | Album/raccolta, con 2 tracce inedite. A fine anno esce una riedizione dal titolo Una domenica con te con l'aggiunta del brano omonimo in tracklist |
| 1994 | I più grandi successi | Pull                         | CD; MC     | Album/raccolta, con una traccia inedita |
| 1999 | Parla col cuore       | RTI Music per BMA Music      | CD; MC     | Album/raccolta, con 6 tracce inedite. Viene ristampato nel 2008 con identica tracklist e il medesimo titolo                                        |
| 2012 | Perdutamente amore    | Azzurra Music per BMA Music  | CD         | Album/raccolta, con 4 tracce inedite. Viene ristampato nel 2013 con identica tracklist ma assumendo il titolo I grandi successi - Amore odio       |
| 2021 | ReuniON               | Sony Music per DM Produzioni | CD; LP     | Album/raccolta |

## Album dal vivo
| Anno | Titolo                          | Etichetta | Formati | Note                                                                                               |
| ---- | ------------------------------- | --------- | ------- | -------------------------------------------------------------------------------------------------- |
| 1973 | The Golden Orpheus Festival '73 | RCA       | LP      | Solo lato A - Concerto live in Sunny Beach (Bulgaria) come ospiti al festival "The Golden Orpheus" |

## Antologie
| Anno | Titolo                           | Etichetta        | Formati | Note |
| ---- | -------------------------------- | ---------------- | ------- | --- |
| 1972 | Un diadema di successi           | Apollo Records   | LP; MC  | Raccolta ufficiale, ristampata dalla RCA Lineatre nel 1976 |
| 1978 | Ricchi & Poveri                  | Fonit Cetra      | LP      | Raccolta ufficiale in vinile, poi ristampata nel 1989 su MC. Nel 2003 viene ristampata su CD dalla Warner Music Italy con 9 brani in tracklist (non è presente Mama) |
| 1984 | Ieri e oggi                      | Baby Records     | LP; MC  | Raccolta ufficiale, brani anni '70 - '80 |
| 1987 | Canzoni d'amore                  | Baby Records     | LP; MC  | Raccolta ufficiale, brani anni '80 |
| 1994 | I grandi successi                | EMI Italiana     | CD; MC  | Raccolta ufficiale, brani anni '90 |
| 2011 | Le canzoni. La nostra storia     | Sony Music / RCA | CD      | Raccolta ufficiale, brani anni '70 - '80 |
| 2020 | Le origini - Discografia '64/'69 | On Sale Music    | CD      | Raccolta ufficiale, brani degli esordi |

## Antologie non ufficiali
- 1971 - L'altra faccia dei Ricchi e Poveri - CGD (Solo lato A - raccoglie i 45 giri d'esordio pubblicati tra il 1968 e il 1970: 1. Si fa chiara la notte; 2. Era mercoledì; 3. La mia libertà; 4. Quello che mi hai dato; 5. L'ultimo amore; 6. Un amore così grande)
- 1982 - Ricchi e Poveri. Profili musicali - Dischi Ricordi (Raccolta brani anni '70: 1. Questo amore; 2. Mi manchi; 3. Musica musica; 4. L'amore è una cosa meravigliosa; 5. Giorno e notte; 6. Una musica; 7. Un diadema di ciliege; 8. Mama; 9. Penso sorrido e canto; 10. Ma se ghe penso)
- 1993 - Anche tu... - Replay Music (Raccolta brani anni '70: 1. Questo amore; 2. Mama; 3. Ma se ghe penso; 4. Musica musica; 5. Caro amore mio; 6. E poi...l'amore; 7. Mi manchi; 8. L'amore è una cosa meravigliosa; 9. Anche tu; 10. Pomeriggio d'estate; 11. Una musica)
- 1997 - I grandi successi - BMG Ricordi "Musicatua" / RCA Italiana (Raccolta brani anni '70: 1. La prima cosa bella; 2. Primo sole primo fiore; 3. Limpido fiume del Sud; 4. Amici miei; 5. Oceano; 6. Che sarà; 7. In questa città; 8. Ma la mia strada sarà breve; 9. L'amore è una cosa meravigliosa; 10. Fumo nero)
- 1997 - Piccolo amore - BMG (Raccolta brani anni '80: 1. Piccolo amore; 2. Mamma Maria; 3. Voulez vous danser; 4. Dimmi quando; 5. Sarà perché ti amo; 6. Poveri; 7. Canzone d'amore; 8. Made in Italy; 9. M'innamoro di te; 10. Come vorrei; 11. Cosa sei; 12. E penso a te; 13. Amarsi un po'; 14. Hasta la vista; 15. Pubblicità; 16. Fortissimo)
- 1997 - Un diadema di canzoni - Joker (Raccolta brani anni '70: 1. Un diadema di ciliege; 2. Penso sorrido e canto; 3. Questo amore; 4. Pomeriggio d'estate; 5. E poi... l'amore; 6. Giorno e notte; 7. Una musica; 8. Caro amore mio; 9. Mi manchi; 10. Musica musica; 11. Piccolo amore mio; 12. Amore sbagliato; 13. Mama)
- 2000 - Il meglio - D.V. More Record (Raccolta di 8 brani fra i più noti in versione acustica: 1. Come vorrei; 2. Mamma Maria; 3. Che sarà; 4. La prima cosa bella; 5. Made in Italy; 6. M'innamoro di te; 7. Sarà perché ti amo; 8. Se m'innamoro)
- 2000 - I grandi successi originali - BMG "Flashback" / RCA Italiana (Raccolta brani anni '70 - '80)
- 2001 - Ricchi e Poveri. Protagonisti - BMG "Harmony" (Raccolta di 10 brani fra i più noti: 1. Che sarà; 2. Sarà perché ti amo; 3. Amarsi un po'; 4. Come vorrei; 5. Voulez vous danser; 6. Mamma Maria; 7. Se m'innamoro; 8. Sei la sola che amo; 9. Cocco bello Africa; 10. Pubblicità)
- 2004 - Ricchi e Poveri. Made in Italy - EMI Italiana (Raccolta brani anni '90: 1. Una domenica con te; 2. Buona giornata; 3. Se m'innamoro; 4. L'ultimo amore; 5. In questa città; 6. M'innamoro di te; 7. La prima cosa bella; 8. Che sarà; 9. Sei la sola che amo; 10. Chi voglio sei tu; 11. Così lontani)
- 2006 - Le più belle canzoni dei Ricchi e Poveri - Warner Music Italy (Raccolta brani anni '70)
- 2012 - Un'ora con... Ricchi e Poveri - Sony Music "collana eco - Un'ora con" / RCA Italiana (Raccolta brani anni '70 - '80: 1. Sarà perché ti amo;	2. Canzone d'amore; 3. Voulez vous danser; 4. Se m'innamoro; 5. Mamma Maria; 6. Dimmi quando; 7. Piccolo amore; 8. Hasta la vista; 9. Ninna nanna; 10. Acapulco; 11. Amici miei; 12. Made in Italy; 13. Amarsi un po'	; 14. Cocco bello Africa; 15. Primo sole, primo fiore; 16. La prima cosa bella; 17. Che sarà; 18. L'amore è una cosa meravigliosa)

## Collaborazioni con altri artisti
- 1972 - L'Arca - Fonit Cetra (LP per bambini con 2 brani interpretati dai Ricchi e Poveri: L'arca con Sergio Endrigo e Vinícius de Moraes, e La foca a cui partecipa solo Franco Gatti con Vittorio De Scalzi dei New Trolls)[3]
- 1995 - Belinlandia - Grigua Dischi (CD dei Buio Pesto in cui il trio partecipa cantando nel brano A vitta insemme (La vita insieme) i cui autori sono Massimo Morini e Angelo Sotgiu)[4]
- 2003 - Fifth ocean (CD della boy band russa Primi Ministri in cui è presente un duetto con i Ricchi e Poveri nella cover - parte in russo e parte in italiano - di Cosa sei/Nu, zachem)[5]
- 2004 - Fabrika (CD della girl band russa Fabrika in cui è presente un duetto con i Ricchi e Poveri nella cover - parte in russo e parte in italiano - di Acapulco/Lёlik)[6]

## Partecipazioni a compilation
- 1970 - Terzo Canale - Avventura a Montecarlo - RCA Italiana (LP contenente i brani facenti parte della colonna sonora dell'omonimo film, tra cui Primo sole, primo fiore dei Ricchi e Poveri)[7]
- 1974 - Piccola Storia Della Canzone Italiana - RCA per la RAI (doppio LP che raccoglie cover di successi degli anni cinquanta eseguiti da vari artisti noti degli anni settanta, fra i quali figurano anche i Ricchi e Poveri nell'interpretazione de Piccolissima serenata scritta da Antonio Amurri e Gianni Ferrio)[8]
- 1982 - Fortissima - Baby Records (LP che include brani e artisti partecipanti allo show musicale Premiatissima, tra cui Piccolo amore dei Ricchi e Poveri)
- 1983/1984/1985/1987 - Bimbomix - Baby Records (serie di compilation incise su LP con uscita annuale sulle quali vengono comprese Mamma Maria, Voulez vous danser, Hasta la vista, Made in Italy e Cocco bello Africa dei Ricchi e Poveri)
- 2004 - Music Farm Compilation - NAR International (CD compilation con 3 brani dei Ricchi e Poveri interpretati live: le 2 cover Salirò di Daniele Silvestri e Poster di Claudio Baglioni + il duetto Sarà perché ti amo (Chissenefrega) con Loredana Bertè, estratto anche come singolo)
- 2016 - Poveri ma ricchi (Colonna Sonora Originale) - Warner Music Italy (CD contenente i brani facenti parte della colonna sonora dell'omonimo film, tra cui Marikita dei Ricchi e Poveri)[9]

## Incisioni pre-Ricchi e Poveri

### Singoli di Marina Occhiena (come "Marina")
- 1965 – Insegnami ad amare/Bastian contrario

## Discografia estera

### Singoli
Spagna 
- 1970 - La prima cosa bella/Due gocce d'acqua - RCA
- 1971 - Che sarà/...ma la mia strada sarà breve - RCA
- 1973 - Dolce frutto/Grazie mille - Zafiro
- 1978 - Questo amore/Anima - Zafiro
- 1980 - La estacion de l'amor/Adios mi amor - Baby Serdisco (in lingua spagnola)
- 1981 - No, no, no/Piccolina - Baby Serdisco (in lingua spagnola)
- 1981 - Serà porqué te amo/Superamor - Baby Records (in lingua spagnola)
- 1982 - Me enamoro de ti/En la cara de Belcebú - Baby Records (in lingua spagnola)
- 1982 - Esta noche/Cherie Cherie - Baby Records (in lingua spagnola)
- 1982 - Piccolo amore/Porque si quiere el amor - Baby Records (in lingua spagnola)
- 1983 - Mamma Maria/Malentendido - Baby Records (in lingua spagnola)
- 1983 - Amar así/Venecia - Baby Records (in lingua spagnola)
- 1984 - Voulez vous dancer (¿Quieres bailar?)/Cosa sei (Que serà) - Baby Records (in lingua spagnola)
- 1984 - Hasta la vista/Acapulco - Baby Records (in lingua spagnola)
- 1984 - Hasta la vista (versione estesa)/Acapulco (versione estesa) - Baby Records (maxi single 12", remix in lingua spagnola)
- 1985 - Si me enamoro/Mami mami - Baby Records (in lingua spagnola)
- 1987 - Canzone d'amore/Canzone d'amore (strumentale) - Baby Records
- 1988 - Cocco bello Africa/Pubblicità - Divucsa
- 1989 - Chi voglio sei tu/Lasciami provare un'emozione - EMI Music
- 1994 - Besamonos - Pull (in lingua spagnola)
- 2016 - Marikita - Sony Music (in lingua spagnola)
- 2024 - Pero no toda la vida - DME, Carosello (in lingua spagnola)

 Germania 
- 1971 - Che sarà/...ma la mia strada sarà breve - RCA
- 1971 - Amici miei/Con l'aiuto del Signore - RCA
- 1978 - Questo amore/Anima - Philips
- 1980 - E no, e no/Somebody to love - Strand Music
- 1980 - La stagione dell'amore/Goodbye my love - Strand Music
- 1981 - Sarà perché ti amo/Bello l'amore - Baby Records
- 1981 - M'innamoro di te/Alla faccia di Belzebù - Baby Records
- 1982 - Made in Italy/Come vorrei - Baby Records
- 1982 - Piccolo amore/Perché ci vuole l'amore - Baby Records
- 1983 - Mamma Maria/Malinteso - Baby Records
- 1983 - Ciao Italy, ciao amore/Un altro lui un'altra lei - Baby Records
- 1984 - Voulez vous dancer/Acapulco - Baby Records
- 1984 - Cosa sei/Hasta la vista - Baby Records
- 1985 - Se m'innamoro/Mami mami - Baby Records
- 1986 - Dimmi quando/Vento caldo - Baby Records
- 1987 - Canzone d'amore/Canzone d'amore (strumentale) - Baby Records
- 1987 - Cocco bello Africa/Voglio stringerti ancora - Baby Records
- 1989 - Chi voglio sei tu/Lasciami provare un'emozione - EMI Music
- 2012 - Perdutamente amore - Da Records
- 2012 - Amore Odio - Da Records

 Francia 
- 1971 - Che sarà/...ma la mia strada sarà breve - RCA
- 1978 - Questo amore/Anima - Vogue
- 1981 - Sarà perché ti amo/Bello l'amore - Baby Records
- 1981 - M'innamoro di te/Alla faccia di Belzebù - Baby Records
- 1982 - Come vorrei/Stasera canto - Baby Records
- 1982 - Made in Italy/Questa sera - Baby Records
- 1982 - Make it with me/Sarà perché ti amo - Ibach (in lingua inglese)
- 1982 - Piccolo amore/Perché ci vuole l'amore - Baby Records
- 1983 - Mamma Maria/Malinteso - Baby Records
- 1984 - Voulez vous dancer/Acapulco - Baby Records
- 1985 - L'Effrontée - Sarà perché ti amo? - Baby Records (45 giri distribuito in seguito all'uscita dell'omonimo film francese)
- 1987 - Canzone d'amore/Canzone d'amore (strumentale) - Baby Records
- 1987 - Cocco bello Africa/Voglio stringerti ancora - Baby Records
- 1989 - Chi voglio sei tu/Lasciami provare un'emozione - EMI Music
- 1994 - Baciamoci - Flarenasch

 Svizzera 
- 1981 - Sarà perché ti amo/Bello l'amore - Baby Records
- 1981 - M'innamoro di te/Alla faccia di Belzebù - Baby Records
- 1982 - Come vorrei/Stasera canto - Baby Records
- 1982 - Made in Italy/Questa sera - Baby Records
- 1982 - Piccolo amore/Perché ci vuole l'amore - Baby Records
- 1983 - Mamma Maria/Malinteso - Baby Records
- 1983 - Ciao Italy, ciao amore/Un altro lui un'altra lei - Baby Records
- 1984 - Voulez vous dancer/Acapulco - Baby Records
- 1987 - Canzone d'amore/Canzone d'amore (strumentale) - Baby Records

 Austria 
- 1981 - Sarà perché ti amo/Bello l'amore - Baby Records
- 1981 - M'innamoro di te/Alla faccia di Belzebù - Baby Records
- 1982 - Come vorrei/Stasera canto - Baby Records
- 1982 - Made in Italy/Questa sera - Baby Records
- 1982 - Piccolo amore/Perché ci vuole l'amore - Baby Records
- 1983 - Mamma Maria/Malinteso - Baby Records
- 1983 - Ciao Italy, ciao amore/Un altro lui un'altra lei - Baby Records
- 1984 - Voulez vous dancer/Acapulco - Baby Records
- 1999 - Ciao ciao - Koch Records
- 1999 - Il meglio di noi - Koch Records

 Belgio 
- 1978 - Questo amore/Anima - Vogue
- 1981 - Sarà perché ti amo/Bello l'amore - Ibach
- 1981 - M'innamoro di te/Alla faccia di Belzebù - Ibach
- 1982 - Come vorrei/Stasera canto - Ibach
- 1982 - Made in Italy/Questa sera - Ibach
- 1982 - Piccolo amore/Perché ci vuole l'amore - Baby Records
- 1983 - Mamma Maria/Malinteso - Baby Records
- 1984 - Voulez vous dancer/Dan Dan - Baby Records
- 1984 - Hasta la vista/Acapulco - Baby Records
- 1985 - Se m'innamoro/Mami mami - Baby Records

 Paesi Bassi 
- 1981 - Sarà perché ti amo/Bello l'amore - Baby Records
- 1981 - M'innamoro di te/Alla faccia di Belzebù - Baby Records
- 1982 - Made in Italy/Questa sera - Baby Records
- 1982 - Piccolo amore/Perché ci vuole l'amore - Baby Records
- 1983 - Mamma Maria/Malinteso - Baby Records
- 1994 - Come vorrei (1994) - Dino Music

 Portogallo 
- 1978 - Questo amore/Anima - Philips
- 1981 - Serà porqué te amo/Superamor - Baby Records (in lingua spagnola)
- 1982 - M'innamoro di te/Come vorrei - Baby Records
- 1983 - Mamma Maria/Malinteso - Baby Records

 Svezia 
- 1981 - Sarà perché ti amo/Bello l'amore - Baby Records
- 1982 - Piccolo amore/Perché ci vuole l'amore - Baby Records
- 1984 - Voulez vous dancer/Acapulco - Baby Records

 Finlandia 
- 1981 - Sarà perché ti amo/Bello l'amore - Baby Records
- 1982 - Piccolo amore/Perché ci vuole l'amore - Baby Records

 Jugoslavia 
- 1971 - Che sarà/...ma la mia strada sarà breve - RCA
- 1972 - Un diadema di ciliege/Anche tu - Cetra Yugoton
- 1972 - Pomeriggio d'estate/La figlia di un raggio di sole - Cetra Yugoton

 Grecia 
- 1971 - Che sarà/...ma la mia strada sarà breve - RCA
- 1972 - Un diadema di ciliege/Anche tu - Pan-Vox
- 1973 - Dolce frutto/Grazie mille - Pan-Vox
- 1983 - Piccolo amore/Sarà perché ti amo - Philips

 Russia 
- 1985 - Voulez vous dancer; Acapulco; Mamma Maria; Made in Italy - Amiga (EP, Flexi azzurro compreso nella rivista Krugozov)
- 2005 - Sarà perché ti amo (Chissenefrega remix di Mario Fargetta) feat. Loredana Bertè - Star Music
- 2007 - Balla - Star Music
- 2012 - Perdutamente amore

 Giappone 
- 1972 - Un diadema di ciliege/Anche tu - Seven Seas
- 1973 - Dolce frutto/Grazie mille - Seven Seas
- 1983 - Mamma Maria/Malinteso - Vicktor
- 1984 - Piccolo amore/Magnifica serata - Vicktor

 Stati Uniti 
- 1982 - Sarà perché ti amo/Made in Italy - Musart Internacional
- 1982 - Serà porqué te amo/Superamor - Musart Internacional (in lingua spagnola)
- 1982 - Dónde estarás/Me enamoro de ti - Musart Internacional (in lingua spagnola)

 Messico 
- 1982 - Serà porqué te amo/Superamor - Musart (in lingua spagnola)
- 1982 - Dónde estarás/Esta noche - Musart (in lingua spagnola)
- 1983 - Mamma Maria/Fortissimo - Musart (in lingua spagnola)
- 1984 - Cosa sei/Ciao Italy, ciao amore - Musart

 El Salvador 
- 1981 - No, no, no/Piccolina - Dicesa (in lingua spagnola)
- 1982 - Serà porqué te amo/Dónde estarás - Dicesa (in lingua spagnola)
- 1982 - Me enamoro de ti/Y pienso en ti - Dicesa (in lingua spagnola)

 Colombia 
- 1982 - Serà porqué te amo/Superamor (in lingua spagnola)
- 1982 - Dónde estarás/Me enamoro de ti (in lingua spagnola)
- 1983 - Mamma Maria/Amar así - Codiscos (in lingua spagnola)
- 1984 - Que serà/Hasta la vista - Codiscos (in lingua spagnola)

 Perù 
- 1982 - Serà porqué te amo/Superamor (in lingua spagnola)
- 1982 - Dónde estarás/Cherie cherie (in lingua spagnola)

 Brasile 
- 1971 - Che sarà/...ma la mia strada sarà breve - RCA
- 1983 - Mamma Maria/Malinteso - Baby Records

 Altri Paesi 
- 1972 - Un diadema di ciliege/Anche tu (Argentina)
- 1973 - Dolce frutto/Grazie mille - Carinia Records (Australia)
- 1981 - La estación del amor/No, no, no - Copacabana (in lingua spagnola, Cile)
- 1982 - Serà porqué te amo/Superamor (in lingua spagnola, Ecuador)
- 1982 - Make it with me/Sarà perché ti amo - Carrere (in lingua inglese, Regno Unito)
- 1985 - Voulez vous dancer; Acapulco; Mamma Maria; Made in Italy - Amiga (EP, Germania dell'Est)
- 2000 - Sarà perché ti amo; Che sarà; Mamma Maria; Se m'innamoro; Made in Italy - Popular Records (EP, Canada)

### Album e raccolte
- 1973 - The Golden Orpheus Festival '73 - Balkanton / RCA (solo lato A - album dal vivo Bulgaria)
- 1976 - Amore sbagliato - RCA (Brasile)
- 1978 - Ricchi & Poveri - Fonit Cetra (edizione tedesca dell'album/raccolta Ricchi & Poveri del 1976)
- 1980 - Questo amore - Disques Festival  (edizione francese della raccolta Ricchi & Poveri del 1978)
- 1980 - Una musica - Hispavox (edizione spagnola della raccolta Ricchi & Poveri del 1978)
- 1980 - La estación del amor - Baby Records (album La stagione dell'amore in spagnolo, Spagna)
- 1981 - La stagione dell'amore - Baby Records (Germania, Brasile)
- 1982 - Me enamoro de ti - Baby Records (album E penso a te in spagnolo, Spagna, Messico, Perù, Cile, Argentina)
- 1982 - Y pienso en ti - Musart (album E penso a te in spagnolo, Stati Uniti, Colombia, Ecuador)
- 1982 - I think of you - Baby Records (album E penso a te in inglese, Bulgaria)
- 1982 - E penso a te - Baby Records (Germania, Francia, Svizzera, Austria, Belgio, Grecia, Turchia, Russia, Brasile)
- 1983 - Mamma Maria - Baby Records (album in spagnolo, Spagna, Messico, Ecuador, Colombia, Cile, Argentina)
- 1983 - Mamma Maria - Baby Records (Germania, Francia, Svizzera, Belgio, Paesi Bassi, Scandinavia, Cecoslovacchia, Grecia, Russia, Giappone, Brasile)
- 1983 - Made in Italy - Baby Records (raccolta Svizzera, Germania)
- 1984 - Voulez vous danser - Baby Records (album in spagnolo, Spagna, Argentina)
- 1984 - Voulez vous danser - Baby Records (Germania, Francia, Svizzera, Belgio, Svezia, Grecia)
- 1984 - Ciao amore... - Baby Records (raccolta Svizzera, Germania)
- 1985 - Lo mejor de Ricchi & Poveri - Musart (raccolta in spagnolo, Messico)
- 1985 - Grandes exitos - Codiscos (raccolta in spagnolo, Colombia)
- 1986 - Dimmi quando - Baby Records (Spagna, Germania)
- 1987 - Pubblicità - Baby Records (Spagna, Germania, Francia, Svizzera)
- 1989 - Canzoni d'amore - Baby Records (raccolta Germania)
- 1989 - Ricchi e Poveri - Super20 - BMG (raccolta Regno Unito, Germania, Paesi Bassi, Belgio)
- 1990 - Buona giornata e... - EMI (Europa)
- 1992 - Allegro italiano - EMI (Europa)
- 1994 - Los grandes exitos - Pull (album/raccolta in spagnolo, Spagna)
- 1994 - Les plus grands succes - Flarenash (edizione francese dell'album/raccolta I più grandi successi)
- 1994 - Canzone d'amore - Dino Music (edizione per i Paesi Bassi dell'album/raccolta I più grandi successi)
- 1994 - I più grandi successi - Sony (Corea del Sud)
- 1994 - The Collection - BMG (raccolta Europa centrale, Francia, Regno Unito)
- 1998 - The Collection - BMG (raccolta Russia)
- 1999 - Parla col cuore - Koch Records per BMA Music (Austria, Svizzera, Germania)
- 1999 - Ricchi & Poveri and Friends - Made in Italy - Brilliant (raccolta Stati Uniti, Canada)
- 1999 - Baciamoci (edizione russa dell'album/raccolta I più grandi successi del 1994)
- 2000 - I grandi successi - Disky (Paesi Bassi)
- 2002 - Greatest Hits - I più grandi successi - Silver Star (edizione tedesca dell'album/raccolta I più grandi successi del 1994)
- 2002 - Mi historia - BMG Chile (raccolta in spagnolo, Cile)
- 2002 - Mamma Maria - The Hits Reloaded - ZYX Music (disco remix Germania, ristampato nel 2010)
- 2006 - The Best - Hitland (raccolta Russia)
- 2009 - Greatest Hits - BMG (raccolta Russia)
- 2010 - Exclusive Ricchi e Poveri - 15 Exitos - Sony Music per Baby Records International (raccolta in spagnolo, Spagna)
- 2012 - Perdutamente amore - Da Music/Eurostar/Blue Music per BMA Music (Russia, Romania, Polonia, Germania, Svizzera, Austria, Paesi Bassi, Bulgaria, Ungheria, Croazia, Slovenia, Albania, Ucraina, Slovacchia, Repubblica Ceca, Paesi Baltici, Moldavia, Kazakistan, Turchia)
- 2013 - Cadena de estrellas - Golden Disc (raccolta in spagnolo, Messico)
- 2014 - Radio Zet Gold - Przeboje Na Wagę Złota - Sony Music (raccolta Polonia)

## Dischi in classifica

### Singoli
| 1970 | La prima cosa bella/Due gocce d'acqua                             | 8  | —  | —  | —  | —  | —  | —  | —  | — | —  | —  | —  | —  | —  | —   | Ricchi e Poveri                                                                     |
| 1970 | In questa città/Un'immagine                                       | 12 | —  | —  | —  | —  | —  | —  | —  | — | —  | —  | —  | —  | —  | —   | Ricchi e Poveri                                                                     |
| 1970 | Primo sole, primo fiore.../C'era lei                              | 23 | —  | —  | —  | —  | —  | —  | —  | — | —  | —  | —  | —  | —  | —   | —                                                                                   |
| 1971 | Che sarà/...ma la mia strada sarà breve                           | 8  | —  | —  | —  | 21 | —  | 10 | —  | 4 | —  | —  | —  | —  | —  | —   | Amici miei                                                                          |
| 1972 | Un diadema di ciliege/Anche tu                                    | 15 | —  | —  | —  | —  | —  | —  | —  | — | —  | —  | —  | —  | —  | —   | Un diadema di successi                                                              |
| 1973 | Una musica/Il fantasma                                            | 14 | —  | —  | —  | —  | —  | —  | —  | — | —  | —  | —  | —  | —  | —   | Ricchi & Poveri (1976)                                                              |
| 1973 | Dolce frutto/Grazie mille                                         | 16 | —  | —  | —  | —  | —  | —  | —  | — | —  | —  | —  | —  | —  | —   | Ricchi & Poveri (1976)                                                              |
| 1973 | Piccolo amore mio/Dolce è la mano                                 | 27 | —  | —  | —  | —  | —  | —  | —  | — | —  | —  | —  | —  | —  | —   | Ricchi & Poveri (1976)                                                              |
| 1974 | Penso, sorrido e canto/Sinceramente                               | 12 | —  | —  | —  | —  | —  | —  | —  | — | —  | —  | —  | —  | —  | —   | Penso sorrido e canto                                                               |
| 1974 | Povera bimba/Torno da te                                          | 32 | —  | —  | —  | —  | —  | —  | —  | — | —  | —  | —  | —  | —  | —   | —                                                                                   |
| 1974 | Non pensarci più/Amore sbagliato                                  | 21 | —  | —  | —  | —  | —  | —  | —  | — | —  | —  | —  | —  | —  | —   | —                                                                                   |
| 1975 | Coriandoli su di noi/Giorno e notte                               | 7  | —  | —  | —  | —  | —  | —  | —  | — | —  | —  | —  | —  | —  | —   | —                                                                                   |
| 1976 | Due storie dei musicanti (parte 1)/(parte 2)                      | 41 | —  | —  | —  | —  | —  | —  | —  | — | —  | —  | —  | —  | —  | —   | I musicanti                                                                         |
| 1981 | Sarà perché ti amo/Bello l'amore Serà porque te amo               | 1  | 7  | 33 | 21 | 1  | 11 | —  | —  | — | 99 | —  | 47 | 1  | 2  | —   | E penso a te Me enamoro de ti (Spagna, America Latina) Y pienso en ti (Stati Uniti) |
| 1981 | M'innamoro di te/Alla faccia di Belzebù Me enamoro de ti          | 2  | —  | 29 | —  | 15 | 35 | —  | 27 | — | —  | —  | —  | 2  | 3  | —   | E penso a te Me enamoro de ti (Spagna, America Latina) Y pienso en ti (Stati Uniti) |
| 1982 | Come vorrei/Stasera canto Donde estaras                           | 3  | —  | —  | —  | 17 | —  | —  | —  | — | —  | —  | —  | —  | 5  | —   | E penso a te Me enamoro de ti (Spagna, America Latina) Y pienso en ti (Stati Uniti) |
| 1982 | Made in Italy/Questa sera Esta noche/Cherrie Cherrie              | 14 | 3  | —  | —  | 10 | 6  | —  | —  | — | —  | —  | —  | —  | 12 | —   | E penso a te Me enamoro de ti (Spagna, America Latina) Y pienso en ti (Stati Uniti) |
| 1982 | Piccolo amore/Perché ci vuole l'amore Piccolo amore (in spagnolo) | 6  | 16 | —  | —  | —  | 24 | —  | —  | — | —  | —  | —  | 12 | 10 | —   | Mamma Maria (Spagna, America Latina)                                                |
| 1983 | Mamma Maria/Malinteso Mamma Maria (in spagnolo)                   | 16 | 11 | 38 | —  | —  | 11 | —  | 33 | — | —  | —  | —  | 3  | 5  | —   | Mamma Maria (Spagna, America Latina)                                                |
| 1983 | Ciao Italy, ciao amore/Un altro lui un'altra lei                  | —  | —  | —  | —  | —  | 34 | —  | —  | — | —  | —  | —  | —  | 18 | —   | Voulez vous danser (Spagna)                                                         |
| 1984 | Cosa sei/Amarsi un po'                                            | 3  | —  | —  | —  | —  | —  | —  | —  | — | —  | —  | —  | —  | —  | —   | Voulez vous danser (Spagna)                                                         |
| 1984 | Voulez vous danser/Acapulco ¿Quieres bailar?/Que sera             | 6  | —  | —  | —  | 12 | 56 | —  | —  | — | —  | —  | —  | —  | —  | —   | Voulez vous danser (Spagna)                                                         |
| 1984 | Hasta la vista/Acapulco (in spagnolo)                             | 12 | —  | —  | —  | —  | —  | —  | —  | — | —  | —  | —  | —  | —  | —   | Voulez vous danser (Spagna)                                                         |
| 1985 | Se m'innamoro/Mami mami Si me enamoro                             | 6  | —  | —  | —  | —  | 70 | —  | —  | — | —  | —  | —  | —  | —  | —   | Dimmi quando                                                                        |
| 1986 | Dimmi quando/Vento caldo                                          | 35 | —  | —  | —  | —  | —  | —  | —  | — | —  | —  | —  | —  | —  | —   | Dimmi quando                                                                        |
| 1987 | Canzone d'amore/(versione strumentale)                            | 17 | —  | —  | —  | —  | —  | —  | —  | — | —  | —  | —  | —  | —  | —   | Pubblicità                                                                          |
| 1987 | Cocco bello Africa/Voglio stringerti ancora                       | 25 | —  | —  | —  | —  | —  | —  | —  | — | —  | —  | —  | —  | —  | —   | Pubblicità                                                                          |
| 1988 | Nascerà Gesù/(versione strumentale)                               | 23 | —  | —  | —  | —  | —  | —  | —  | — | —  | —  | —  | —  | —  | —   | Nascerà Gesù - Ricchi & Poveri '88                                                  |
| 1989 | Chi voglio sei tu/Lasciami provare un'emozione                    | 15 | —  | —  | —  | —  | —  | —  | —  | — | —  | —  | —  | —  | —  | —   | Buona giornata e... Una domenica con te (nuova edizione dell'album)                 |
| 1990 | Buona giornata/Se m'innamoro                                      | 23 | —  | —  | —  | —  | —  | —  | —  | — | —  | —  | —  | —  | —  | —   | Buona giornata e... Una domenica con te (nuova edizione dell'album)                 |
| 1991 | Una domenica con te/Una musica                                    | 32 | —  | —  | —  | —  | —  | —  | —  | — | —  | —  | —  | —  | —  | —   | Buona giornata e... Una domenica con te (nuova edizione dell'album)                 |
| 1992 | Così lontani/Guarda che luna                                      | 22 | —  | —  | —  | —  | —  | —  | —  | — | —  | —  | —  | —  | —  | —   | Allegro italiano                                                                    |
| 2004 | Sarà perché ti amo (Chissenefrega remix)                          | 15 | —  | —  | —  | —  | —  | —  | —  | — | —  | 68 | —  | —  | —  | 36  | —                                                                                   |
| 2012 | Perdutamente amore                                                | —  | —  | —  | —  | —  | —  | —  | —  | — | —  | 57 | —  | —  | —  | 125 | Perdutamente amore                                                                  |
| 2024 | Ma non tutta la vita                                              | 11 | —  | —  | —  | —  | —  | —  | —  | — | —  | —  | —  | —  | —  | —   | —                                                                                   |
| Il simbolo "—" denota che il singolo non è stato pubblicato o non è entrato in classifica in quel Paese |                                                                   |    |    |    |    |    |    |    |    |   |    |    |    |    |    |     |                                                                                     |

### Album
| 1982                                                                                                 | E penso a te / Me enamoro de ti    | 5  | —  | 15 | 6  |
| 1983                                                                                                 | Mamma Maria                        | 4  | —  | —  | 19 |
| 1984                                                                                                 | Voulez vous danser                 | 1  | —  | —  | 27 |
| 1984                                                                                                 | Made in Italy                      | —  | 11 | —  | 7  |
| 1986                                                                                                 | Dimmi quando                       | 25 | —  | —  | —  |
| 1987                                                                                                 | Pubblicità                         | 16 | —  | —  | —  |
| 1988                                                                                                 | Nascerà Gesù - Ricchi & Poveri '88 | 38 | —  | —  | —  |
| 1990                                                                                                 | Buona giornata e...                | 31 | —  | —  | —  |
| 2021                                                                                                 | ReuniON                            | 43 | —  | —  | —  |
| Il simbolo "—" denota che l'album non è stato pubblicato o non è entrato in classifica in quel Paese |                                    |    |    |    |    |

## Videografia

### Videoclip
- 1974 - Non pensarci più (con la partecipazione di Raimondo Vianello e Sandra Mondaini)
- 1975 - Coriandoli su di noi (avente per protagonisti Raimondo Vianello e Sandra Mondaini)
- 1978 - Questo amore
- 1981 - Sarà perché ti amo
- 1981 - M'innamoro di te
- 1982 - Come vorrei
- 1982 - Piccolo amore
- 1982 - Mamma Maria
- 1983 - Voulez vous danser (con la partecipazione di Steve Fairnie nel ruolo di Charlie Chaplin)
- 1984 - Cosa sei
- 1994 - Baciamoci (con la partecipazione della piccola Veronica De Simone)
- 2008 - Che sarà (nuova versione)
- 2009 - Sarà perché ti amo (video registrato utilizzando la versione originale del 1981)
- 2010 - Mamma Maria (nuova versione)
- 2012 - Perdutamente amore
- 2017 - Marikita
- 2020 - L'ultimo amore (versione 2020)
- 2021 - Che sarà (versione 2021) (con la partecipazione di Josè Feliciano)
- 2024 - Ma non tutta la vita
- 2024 - Aria
- 2024 - Il Natale degli angeli

## Brani musicali dei Ricchi e Poveri
Elenco delle canzoni più note del gruppo in ordine cronologico.
| Titolo                                   | Anno | Autori del testo                              | Autori della musica                           | Album di provenienza               | Note |
| ---------------------------------------- | ---- | --------------------------------------------- | --------------------------------------------- | ---------------------------------- | --- |
| L'ultimo amore                           | 1968 | Mogol                                         | James Cason e Mac Gayden                      |                                    | Reinterpretazione in lingua italiana di Everlasting Love inciso dalla band inglese Love Affair nel 1967 |
| L'amore è una cosa meravigliosa          | 1970 | Devilli                                       | Sammy Fain e Paul Francis Webster             | Ricchi e Poveri                    | Reinterpretazione vocale in lingua italiana della colonna sonora dell'omonimo film americano del 1955   |
| La prima cosa bella                      | 1970 | Mogol                                         | Nicola Di Bari e Gian Franco Reverberi        | Ricchi e Poveri                    | 2º posto al Festival di Sanremo 1970                                                                    |
| In questa città                          | 1970 | Franco Califano ed Edoardo Vianello           | Giosy & Mario Capuano                         | Ricchi e Poveri                    | 4º posto al Festivalbar 1970                                                                            |
| Primo sole, primo fiore                  | 1970 | Luigi Albertelli                              | Donato Renzetti                               |                                    | Fa parte della colonna sonora del film italiano Terzo Canale - Avventura a Montecarlo del 1970          |
| Che sarà                                 | 1971 | Franco Migliacci e Jimmy Fontana              | Jimmy Fontana, Lilli Greco e Carlo Pes        | Amici miei                         | 2º posto al Festival di Sanremo 1971                                                                    |
| Amici miei                               | 1971 | Carlo Nistri                                  | popolare                                      | Amici miei                         | Reinterpretazione in lingua italiana dell'inno di pace cristiano Amazing Grace                          |
| Un diadema di ciliege                    | 1972 | Romano Bertola                                | Romano Bertola                                | Un diadema di successi             | |
| Pomeriggio d'estate                      | 1972 | Carlo Nistri                                  | Claudio Mattone                               | Ricchi & Poveri (1976)             | |
| Una musica                               | 1972 | Paolo Limiti e Mike Bongiorno                 | Mario Migliardi e Maurizio Seymandi           | Ricchi & Poveri (1976)             | Sigla di chiusura del quiz Rischiatutto                                                                 |
| Dolce frutto                             | 1973 | Cristiano Minellono                           | Umberto Balsamo                               | Ricchi & Poveri (1976)             | 4º posto al Festival di Sanremo 1973                                                                    |
| Piccolo amore mio                        | 1973 | Cristiano Minellono                           | Angelo Sotgiu e Franco Gatti                  | Ricchi & Poveri (1976)             | |
| Penso sorrido e canto                    | 1973 | Cristiano Minellono ed Armando Toscani        | Roberto Conrado ed Amedeo Minghi              | Penso sorrido e canto              | 2º posto a Canzonissima                                                                                 |
| Non pensarci più                         | 1974 | Italo Terzoli ed Enrico Vaime                 | Marcello De Martino                           |                                    | Sigla di chiusura del varietà Tante scuse                                                               |
| Coriandoli su di noi                     | 1975 | Italo Terzoli, Enrico Vaime e Carla Vistarini | Marcello De Martino                           |                                    | Sigla di chiusura del varietà (di nuovo) Tante scuse                                                    |
| Questo amore                             | 1978 | Sergio Bardotti e Mauro Lusini                | Dario Farina ed Ezio Maria Picciotta          | Questo amore                       | Canzone partecipante all'Eurovision Song Contest 1978, tenutosi a Parigi                                |
| Sarà perché ti amo                       | 1981 | Pupo e Daniele Pace                           | Dario Farina                                  | E penso a te                       | 5º posto al Festival di Sanremo 1981                                                                    |
| M'innamoro di te                         | 1981 | Cristiano Minellono                           | Dario Farina                                  | E penso a te                       | 3º posto al Festivalbar 1981                                                                            |
| Come vorrei                              | 1981 | Cristiano Minellono                           | Dario Farina                                  | E penso a te                       | Sigla di chiusura del varietà Portobello                                                                |
| Stasera canto                            | 1981 | Cristiano Minellono                           | Dario Farina                                  | E penso a te                       | |
| Made in Italy                            | 1981 | Cristiano Minellono                           | Gian Piero Reverberi e Dario Farina           | E penso a te                       | |
| Questa sera                              | 1981 | Pupo                                          | Ezio Maria Picciotta e Dario Farina           | E penso a te                       | |
| E penso a te                             | 1981 | Cristiano Minellono                           | Daniele Pace e Gabriele Balducci              | E penso a te                       | |
| Piccolo amore                            | 1982 | Cristiano Minellono                           | Dario Farina                                  | Mamma Maria                        | Sigla di chiusura del varietà Portobello                                                                |
| Magnifica serata                         | 1982 | Cristiano Minellono                           | Dario Farina                                  | Mamma Maria                        | Colonna sonora del film italiano Scusa se è poco del 1982                                               |
| Mamma Maria                              | 1982 | Cristiano Minellono                           | Dario Farina                                  | Mamma Maria                        | |
| Amarsi un po'                            | 1982 | Cristiano Minellono                           | Dario Farina                                  | Mamma Maria                        | |
| Cosa sei                                 | 1983 | Cristiano Minellono                           | Dario Farina                                  | Voulez vous danser                 | |
| Ciao Italy, ciao amore                   | 1983 | Cristiano Minellono                           | Michael Hoffman e Dario Farina                | Voulez vous danser                 | |
| Sei la sola che amo                      | 1983 | Cristiano Minellono                           | Dario Farina                                  | Voulez vous danser                 | Canzone vincitrice del Festival dell'Atlantico 1984, incisa anche dall'autore Dario Farina              |
| Voulez vous danser                       | 1983 | Cristiano Minellono e Paolo Amerigo Cassella  | Dario Farina                                  | Voulez vous danser                 | Sigla di chiusura del quiz Ok, il prezzo è giusto!                                                      |
| Acapulco                                 | 1983 | Cristiano Minellono                           | Michael Hoffman e Dario Farina                | Voulez vous danser                 | |
| Hasta la vista                           | 1983 | Cristiano Minellono e Paolo Amerigo Cassella  | Dario Farina                                  | Voulez vous danser                 | Canzone con cui vincono a Vota la voce 1984 il premio "miglior gruppo"                                  |
| Se m'innamoro                            | 1985 | Cristiano Minellono                           | Dario Farina                                  | Dimmi quando                       | Canzone vincitrice del Festival di Sanremo 1985                                                         |
| Dimmi quando                             | 1985 | Cristiano Minellono                           | Dario Farina                                  | Dimmi quando                       | |
| Canzone d'amore                          | 1987 | Toto Cutugno                                  | Giancarlo Rampazzo e Dario Farina             | Pubblicità                         | |
| Cocco bello Africa                       | 1987 | Cristiano Minellono ed Oscar Avogadro         | Dario Farina                                  | Pubblicità                         | 3º posto a Un disco per l'estate - Saint Vincent 1987                                                   |
| Pubblicità                               | 1987 | Angelo Sotgiu, Franco Gatti e Angela Brambati | Angelo Sotgiu, Franco Gatti e Angela Brambati | Pubblicità                         | |
| Nascerà Gesù                             | 1988 | Umberto Balsamo                               | Umberto Balsamo                               | Nascerà Gesù - Ricchi & Poveri '88 | |
| Chi voglio sei tu                        | 1989 | Adelio Cogliati                               | Piero Cassano                                 | Buona giornata e...                | |
| Buona giornata                           | 1990 | Depsa                                         | Mauro Paoluzzi e Vittorio Cosma               | Buona giornata e...                | Sigla del contenitore televisivo Buona giornata                                                         |
| Così lontani                             | 1992 | Toto Cutugno                                  | Toto Cutugno                                  | Allegro italiano                   | |
| Baciamoci                                | 1994 | Cristiano Minellono                           | Umberto Napolitano                            | I più grandi successi              | |
| Sarà perché ti amo (Chissenefrega remix) | 2004 | Pupo e Daniele Pace                           | Dario Farina                                  |                                    | Duetto con Loredana Bertè (remix di Mario Fargetta)                                                     |
| Ma non tutta la vita                     | 2024 | Edwyn Roberts, Cheope e Stefano Marletta      | Edwyn Roberts                                 |                                    | |

## Brani musicali scritti dai Ricchi e Poveri
Elenco delle canzoni scritte dai componenti dei Ricchi e Poveri, e poi da loro incise.
| Quello che mi hai dato                                           | 1968 | Franco Califano                                | Franco Gatti                                                  |                                    |
| Era mercoledì                                                    | 1969 | Franco Califano                                | Franco Gatti                                                  |                                    |
| Due gocce d'acqua                                                | 1970 | Franco Califano                                | Angelo Sotgiu e Franco Gatti                                  | Ricchi e Poveri                    |
| C'era lei                                                        | 1970 | Franco Califano                                | Angelo Sotgiu e Franco Gatti                                  | Ricchi e Poveri                    |
| Carla e Gino                                                     | 1970 | Wilma Goich, Angelo Sotgiu e Franco Gatti      | Angelo Sotgiu e Franco Gatti                                  | Ricchi e Poveri                    |
| ...Ma la mia strada sarà breve                                   | 1971 | Carlo Nistri                                   | Angelo Sotgiu e Franco Gatti                                  | Amici miei                         |
| Limpido fiume del sud                                            | 1971 | Carlo Nistri                                   | Angelo Sotgiu e Franco Gatti                                  | Amici miei                         |
| Monna Lisa e Messer Duca                                         | 1971 | Carlo Nistri                                   | Angelo Sotgiu e Franco Gatti                                  | Amici miei                         |
| 2+2=5                                                            | 1971 | Angelo Sotgiu e Franco Gatti                   | Claudio Tallino                                               | Amici miei                         |
| Un diadema di ciliege                                            | 1972 | Romano Bertola                                 | Romano Bertola ed Angelo Sotgiu*                              | Un diadema di successi             |
| La figlia di un raggio di sole                                   | 1972 | Carlo Nistri                                   | Angelo Sotgiu e Franco Gatti                                  | Ricchi & Poveri (1976)             |
| Grazie mille                                                     | 1973 | Carlo Nistri e Cristiano Minellono             | Angelo Sotgiu e Franco Gatti                                  | Ricchi & Poveri (1976)             |
| Piccolo amore mio                                                | 1973 | Cristiano Minellono                            | Angelo Sotgiu e Franco Gatti                                  | Ricchi & Poveri (1976)             |
| Dolce è la mano                                                  | 1974 | Franco Gatti ed Angelo Sotgiu                  | Armando Toscani ed Angelo Sotgiu                              | Penso sorrido e canto              |
| Sinceramente                                                     | 1974 | Franco Gatti ed Angelo Sotgiu                  | Armando Toscani ed Angelo Sotgiu                              | Penso sorrido e canto              |
| C'è una donna sola                                               | 1974 | Cristiano Minellono e Franco Gatti             | Angelo Sotgiu e i fratelli La Bionda                          | Penso sorrido e canto              |
| Torno da te                                                      | 1974 | Cristiano Minellono                            | Angelo Sotgiu e Franco Gatti                                  | Penso sorrido e canto              |
| C'è un poeta in me                                               | 1974 | Cristiano Minellono ed Angelo Sotgiu           | Armando Toscani e Franco Gatti                                | Penso sorrido e canto              |
| Amore sbagliato                                                  | 1974 | Cristiano Minellono ed Angelo Sotgiu           | Armando Toscani e Franco Gatti                                | Penso sorrido e canto              |
| Grazie di tutto (Tell me who you love)                           | 1974 | Cristiano Minellono e Franco Gatti             | Eric Hord e Gary Zekley                                       | Penso sorrido e canto              |
| Povera bimba                                                     | 1974 | Cristiano Minellono                            | Armando Toscani, Angelo Sotgiu e Franco Gatti                 | Amore sbagliato                    |
| Chiari di luna                                                   | 1975 | Angelo Sotgiu e Franco Gatti                   | Armando Toscani, Angelo Sotgiu e Franco Gatti                 | RP2                                |
| La voce di Genova (A voxe de Zena)                               | 1978 | Franco Gatti e Luigi Cacace                    | Dario Farina                                                  | Questo amore                       |
| Mama                                                             | 1978 | Marina Occhiena, Angelo Sotgiu e Franco Gatti  | Marina Occhiena, Angelo Sotgiu e Franco Gatti                 | Ricchi & Poveri (1978)             |
| E no, e no (Et maintenant)                                       | 1980 | Marina Occhiena                                | Gilbert Bécaud e Carl Sigman                                  | La stagione dell'amore             |
| Piccolina                                                        | 1980 | Marina Occhiena, Angelo Sotgiu e Franco Gatti  | Marina Occhiena, Angelo Sotgiu e Franco Gatti                 | La stagione dell'amore             |
| Walking love                                                     | 1980 | Angelo Sotgiu, Franco Gatti e Fred Jay         | Angelo Sotgiu, Franco Gatti e Fred Jay                        | La stagione dell'amore             |
| Stasera canto                                                    | 1981 | Cristiano Minellono ed Angela Brambati*        | Dario Farina                                                  | E penso a te                       |
| Ninna Nanna                                                      | 1981 | Cristiano Minellono ed Angelo Sotgiu           | Angelo Sotgiu ed Alberto Gaviglio                             | E penso a te                       |
| Bello l'amore                                                    | 1981 | Cristiano Minellono                            | Angelo Sotgiu e Franco Gatti                                  | E penso a te                       |
| Alla faccia di Belzebù                                           | 1981 | Angela Brambati e Franco Gatti                 | Dario Farina                                                  | E penso a te                       |
| Pubblicità                                                       | 1987 | Angelo Sotgiu, Franco Gatti ed Angela Brambati | Angelo Sotgiu, Franco Gatti ed Angela Brambati                | Pubblicità                         |
| Non dire no                                                      | 1987 | Angelo Sotgiu                                  | Angelo Sotgiu e Franco Gatti                                  | Pubblicità                         |
| Bocce                                                            | 1987 | Angelo Sotgiu                                  | Angelo Sotgiu                                                 | Pubblicità                         |
| Cara Susanna                                                     | 1988 | Angela Brambati e Stefano Sconocchia           | Stefano Sconocchia                                            | Nascerà Gesù - Ricchi & Poveri '88 |
| Il gatto                                                         | 1988 | Angelo Sotgiu e Franco Gatti                   | Angelo Sotgiu e Franco Gatti                                  | Nascerà Gesù - Ricchi & Poveri '88 |
| Lasciami provare un'emozione                                     | 1989 | Angelo Sotgiu ed Adelio Cogliati               | Stefano Gori e Massimo Bracco                                 |                                    |
| Una domenica con te                                              | 1990 | Angelo Sotgiu, Franco Gatti ed Angela Brambati | Renato Rosset, Angelo Sotgiu, Franco Gatti ed Angela Brambati | Buona giornata e...                |
| A vitta insemme (La vita insieme), interpretato con i Buio Pesto | 1995 | Angelo Sotgiu                                  | Massimo Morini                                                | Belinlandia, album dei Buio Pesto  |
| Ciao ciao                                                        | 1999 | Angelo Sotgiu e Fabrizio Berlincioni           | Angelo Sotgiu e Mario Natale                                  | Parla col cuore                    |
| Parla col cuore                                                  | 1999 | Angelo Sotgiu e Fabrizio Berlincioni           | Angelo Sotgiu e Mario Natale                                  | Parla col cuore                    |
| Il meglio di noi                                                 | 1999 | Franco Gatti                                   | Fabrizio Berlincioni                                          | Parla col cuore                    |
| Mai dire mai                                                     | 1999 | Angelo Sotgiu                                  | Fabrizio Berlincioni                                          | Parla col cuore                    |
| La stella che vuoi                                               | 1999 | Angelo Sotgiu                                  | Fabrizio Berlincioni                                          | Parla col cuore                    |
| Perdutamente amore                                               | 2012 | Angelo Sotgiu                                  | Andrea Vialardi                                               | Perdutamente amore                 |
| Amore odio                                                       | 2012 | Angelo Sotgiu                                  | Andrea Vialardi                                               | Perdutamente amore                 |
| Musica vita mia                                                  | 2012 | Angelo Sotgiu                                  | Di Martino                                                    | Perdutamente amore                 |
| Marikita                                                         | 2016 | Angelo Sotgiu                                  | Dario Farina                                                  |                                    |
| N.B. * non accreditati                                           |      |                                                |                                                               |                                    |

Elenco delle canzoni scritte dai componenti dei Ricchi e Poveri affidate ad altri artisti.
| Titolo                            | Anno | Autori del testo                  | Autori della musica               | Interprete                   | Album                                        |
| --------------------------------- | ---- | --------------------------------- | --------------------------------- | ---------------------------- | -------------------------------------------- |
| Tornare a casa                    | 1971 | Franco Califano                   | Angelo Sotgiu e Franco Gatti      | Edoardo Vianello             |                                              |
| Non mi dar le martellate          | 1975 | Angelo Sotgiu e Franco Gatti      | Marcello De Martino               | Sandra Mondaini              |                                              |
| Viva l'amore                      | 1980 | Cristiano Minellono               | Angelo Sotgiu                     | Dori Ghezzi                  | Mamadodori                                   |
| C'aggio a ffà                     | 1985 | Angelo Sotgiu e Massimiliano Pani | Angelo Sotgiu e Massimiliano Pani | Mina                         | Finalmente ho conosciuto il conte Dracula... |
| La notte delle favole             | 1988 | Depsa ed Angela Brambati          | Gian Piero Ameli                  | Tania Tedesco                |                                              |
| A vitta insemme (La vita insieme) | 1995 | Angelo Sotgiu                     | Massimo Morini                    | Buio Pesto e Ricchi e Poveri | Belinlandia                                  |